# Anthonie van Montfoort
Anthonie Blocklandt van Montfoort, Anthonie van Blocklandt o Anthonie van Montfoort (1533 o 1534, Montfoort, Países Bajos -  1583, Utrecht, Países Bajos) fue un pintor holandés.

## Vida

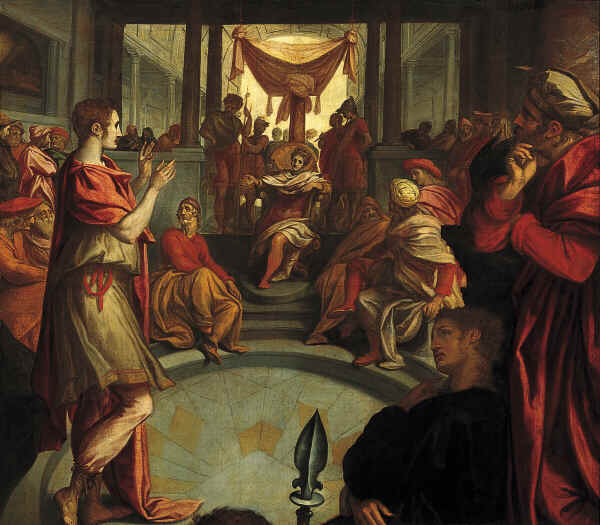
"José interpretar el sueño del faraón" por Anthonie van Montfoort (Centraal Museum)

Su padre fue alcalde de Montfoort. Fue aprendiz de Hendrick Sweersz, en Delft, y de Frans Floris, en Amberes. En 1552 regresó a Montfoort, donde se casó con la hija del entonces alcalde.
Blocklandt se instaló en Delft, donde produjo las pinturas para la Oude Kerk y la Nieuwe Kerk o Vieja y Nueva Iglesia, que más tarde se perdieron durante el periodo iconoclasta. También pintó La decapitación de Santiago para la iglesia de San Juan de Gouda, conservada actualmente en el museo de la ciudad.
En 1572 Blocklandt realizó un viaje a Italia, tras el cual se estableció en Utrecht de forma permanente, incorporándose en 1577 a la guilda o hermandad de pintores de la ciudad. En 1579 pintó la más importante de sus obras conservadas: el tríptico de la Asunción de la Virgen, actualmente guardado en la iglesia de San Martín en Bingen.
De acuerdo con Karel van Mander, Blocklandt fue pintor de escenas bíblicas y mitológicas, así como de retratos. Su estilo es el propio del manierismo que él introdujo junto con Joos de Beer (otro discípulo de Frans Floris) y que será seguido por otros pintores de Utrecht en torno a 1590. Según Van Mander, disponía en su taller de muchas pinturas de De Beer que más tarde serían copiadas por su discípulo Abraham Bloemaert. Fue también maestro del retratista de Delft Michiel Jansz van Mierevelt.
Pocas son las obras atribuidas a él que se conservan. Entre ellas destaca José interpreta los sueños del Faraón, actualmente en el Centraal Museum de Utrecht.

## Obras
| Pintura | Título                              | País            | Lugar     | Museo            |
| ------- | ----------------------------------- | --------------- | --------- | ---------------- |
|         | José interpreta el sueño del faraón | Países Bajos    | Utrecht   | Centraal Museum  |
|         | Resurrección de Cristo              | Países Bajos    | Utrecht   | Centraal Museum  |
|         | Adoración de los pastores           | Países Bajos    | Ámsterdam | Rijksmuseum      |
|         | Asunción de María                   | Alemania        | Bingen    | Iglesia          |
|         | Afrodita desarma a Eros             | República Checa | Praga     | Galería Nacional |